# Haghartsin (ort)
Haghartsin är en ort i Armenien.   Den ligger i provinsen Tavusj, i den norra delen av landet, 80 kilometer nordost om huvudstaden Jerevan. Haghartsin ligger 1 015 meter över havet och antalet invånare är 3 370.
Terrängen runt Haghartsin är bergig norrut, men söderut är den kuperad. Haghartsin ligger nere i en dal. Närmaste större samhälle är Dilijan, 9,6 kilometer väster om Haghartsin. 
I omgivningarna runt Haghartsin växer i huvudsak blandskog. Runt Haghartsin är det ganska tätbefolkat, med 58 invånare per kvadratkilometer.